# Casamance (flod)
Casamance är en flod i södra Senegal i Västafrika. Floden är cirka 300 km lång och mynnar ut i Atlanten. De sista 120 km av floden påverkas av tidvatten och saltvatten, högre upp i flodens lopp flyter den fram längs flodbäddar mer rik vegetation. Floden har ett permanent vattenflöde upp till Fafakourou. Casamance är ingen framstående vattenväg, den är segelbar för små fartyg till Sédhiou, cirka 130 km från mynningen.
De viktigaste flodhamnarna är Ziguinchor och Kolda.